# Buriticupu
Buriticupu är en kommun i Brasilien.   Den ligger i delstaten Maranhão, i den nordöstra delen av landet, 1 300 km norr om huvudstaden Brasília. Antalet invånare är 65 226.
Omgivningarna runt Buriticupu är huvudsakligen savann. Runt Buriticupu är det ganska glesbefolkat, med 25 invånare per kvadratkilometer.